# Confit

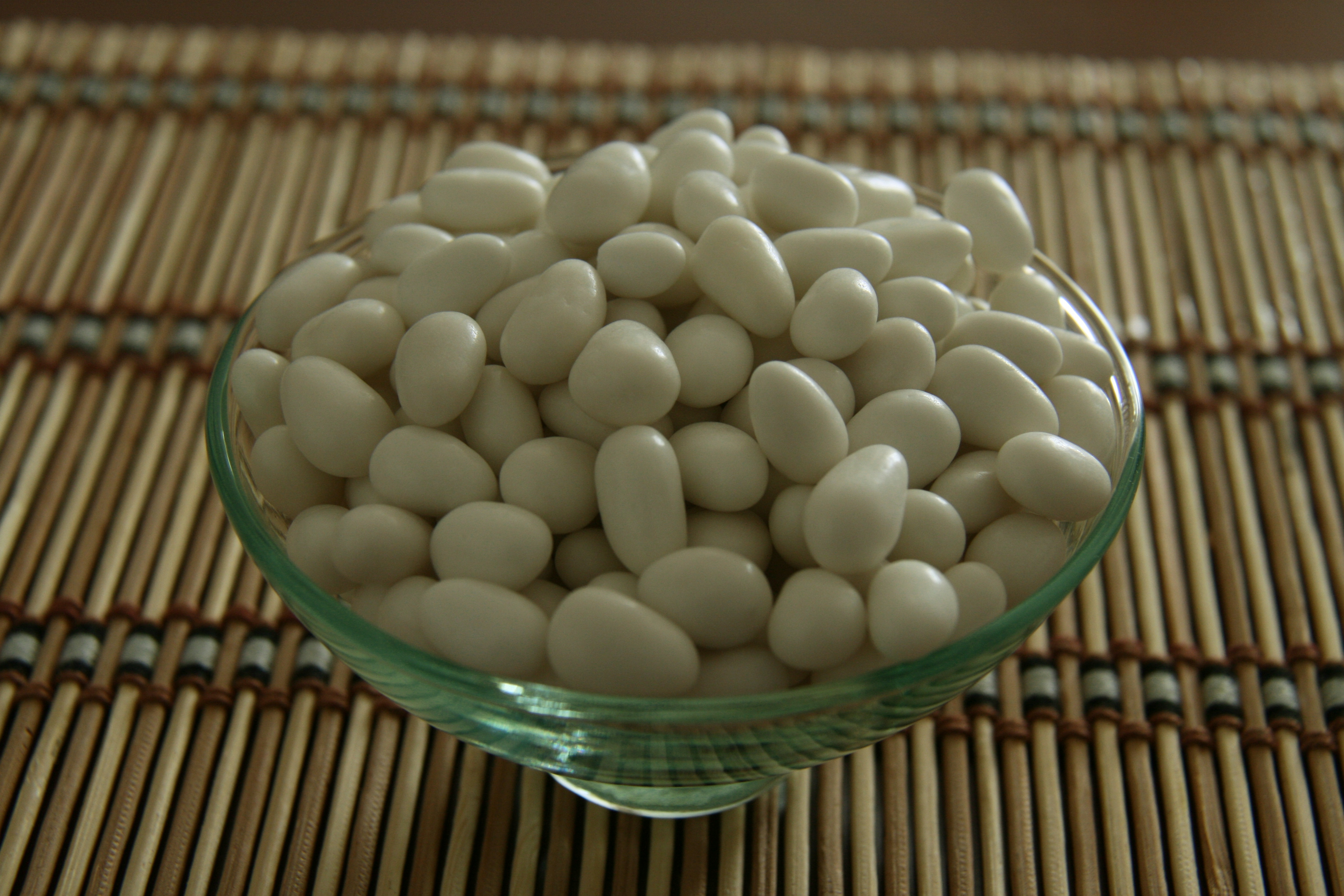
Confits

El confit és una ametlla amb dolç típic del País Valencià que se serveix sovint en un plat en les ocasions nadalenques o bateigs així com en altres festivitats, sovint d'arrel religiosa.
Les poblacions de Casinos i Alcoi són els centres més importants productors de confit comptant amb una tradicional manufactura.

## Els confits de Casinos
A Casinos se celebra cada últim cap de setmana de novembre la Fira del Dolç Artesà, Confits i Torrons de Casinos, de gran popularitat a nivell valencià per la qualitat dels seus productes. La tipologia dels confits de Casinos és variada, des de l'elaboració dels confits tradicionals d'ametlla i sucre fins a les de diferents tipus de xocolates.
La història de la introducció a Casinos de l'elaboració artesanal de confits i torrons s'inicia el 1881 amb l'arribada de Carmen Murgui (natural de la població) i el seu espòs gallec Manuel Jarrín. Després de l'establiment de la indústria confitera i torronera de Casinos, les cases dels Mestres Artesans van passar a situar-se a l'Avinguda de València de la localitat (enclavament on passava la carretera que uneix València amb Ademús i l'Aragó i que és el punt d'entrada a la comarca d'Els Serrans) amb objectiu d'incrementar les vendes i donar a conèixer els seus productes. En l'actualitat, la producció artesanal de confits i torrons és l'emblema de la població.